# Protipapež Feliks V.
Feliks V., rojen kot Amadej VIII. Savojski, imenovan tudi Amadej Miroljubni, je bil protipapež katoliške Cerkve (bazelskega koncila), ki je pravzaprav prvi del florentinskega koncila; pozneje kardinal-škof pri Santa Sabina ter dekan kardinalskega zbora; * 4. september 1383 Chambéry (vojvodina Savoja, Sveto rimsko cesarstvo, danes: Francija). † 6. januar 1451 grad Ripal (Vojvodina Savoja, Sveto rimsko cesarstvo danes: Francija)

## Življenjepis
Amadej VIII., ki so ga imenovali tudi Amadej Miroljubni , se je rodil kot prvorojenec 4. septembra 1383 na gradu Chambéry (vojvodina Savoja, Sveto rimsko cesarstvo). Njegov oče je bil savojski grof Amadej VII. Savojski, mati pa Bona de Berry. Očeta je že kmalu izgubil, ker so ga zastrupili zarotniki, ki jih je umirajoč prepoznal; nekateri osumljenci so pobegnili v tuje dežele, enega so obsodili na smrt, tretji je pa padel v dvoboju. Oče je umrl 1. novembra 1391; po oporoki naj bi namestništvo ne pripadlo njegovi materi, ki so jo oddaljili od sina, ampak stari materi Boni Borbonski skupaj s svetovalci; ona pa se je zaradi govoric, da je vpletena v umor, odpovedala namestništvu, dokler se niso zanjo potegnili 1393 njeni francoski kraljevski prijatelji.
1397 je Amadej postal polnoleten, upravljali pa so še vedno njegovi skrbniki. 1398 je odšel v Dijon obiskat svojo zaročenko iz rane mladosti, nato se je vrnil v Pariz, kjer se je predstavil slovesno kralju Karlu Ljubljenemu. Šele jeseni 1403 se je poročil z Marijo Burgundsko (1380-1428)|. V zakonu se jima je rodilo devet otrok: 
1. Marjeta (13. maj 1405 – 1418).
2. Anton (september 1407 – pred 12. december 1407).
3. Anton (30. september 1408 – po. 10. oktober 1408).
4. Marija Savojska (1411–22. februar 1469) se je poročila z Filipom Viscontijem, milanskim vojvodom.
5. Amadej (26. marec 1412 – 17. avgust 1431), piemontski kraljevič.
6. Ludvik Savojski (24. februar 1413 – 29. januar 1465), njegov naslednik kot vojvoda.
7. Bona (september 1415 – 25. september 1430).
8. Filip Savojski (1417 – 3. marec 1444), ženevski grof.
9. Marjeta Savojska , palatinska vojvodinja od Rhine (7. avgust 1420 – 30. september 1479), se je poročila vprvič z Ludvikom III., naslovnim kraljem Neaplja, vdrugič z  Ludvikom IV., palantinskim grofom od Rhine, vtretjič pa z Ulrikom V., grofom od Württemberga.

Prva fantka, oba po imenu Anton, sta torej umrla že kot otroka; deklica Marjeta je umrla kot mladostnica; sledili so Marija, Amadej, Ludvik, Bona, Marjeta in Filip. Njihova mati, grofica Marija, je umrla na porodu 1422. To obdobje sovpada z drugim delom stoletne vojne, ko se je po junaštvih device Ivane Orleanske vojna sreča začela nagibati na francosko stran.  

### »Amadej Miroljubni«
Amadej je dobil nadevek Miroljubni zato, ker je povečal svoje ozemlje ne z vojskovanjem, ampak večinoma na miren način. 1401 je pridobil Ženevo, s svojim velikim bogastvom je dokupil bližnje dežele 1402 in 1406. Njegovo 42-letno vladanje je bilo priča širjenju njegove oblasti od Neuchâtelskega jezera na severu pa vse do Ligurske obale na jugu.
Oblast nad podložniki je izvajal blago in pravično, ter pokazal veliko vnemo glede koristi Cerkve, zlasti ob hudi preizkušnji zahodnega razkola, ki ga je uspešno dokončal Konstanški koncil z odstavitvijo vseh treh papežev-tekmecev ter z izvolitvijo novega, skupnega papeža Martina V.. Cesar Sigismund je pokazal svojo hvaležnost za njegove zasluge in je prejšnjega savojskega grofa 1416 povzdignil v vojvoda, 1422 pa mu dodelil še Ženevsko grofijo. Po smrti svoje žene Marije Burgundske se je vojvoda odločil, da bo odslej vodil življenje v premišljevanju, ne da bi se popolnoma odpovedal upravljanju svojih ozemelj. Svojega sina Ludvika je imenoval za upravitelja vojvodine in se umaknil v Ripalski grad na Ženevskem jezeru, kjer je spremstvu svojih petih viteških tovarišev osnoval meniško-viteški red sv.Mavricija; tako je živel polmeniško življenje po pravilih, ki jih je sam sestavil.  

## Florentinski koncilter Bazelski »protikoncil«
Konciliaristično usmerjeni udeleženci koncila v Bazlu so že od začetka potrdili konstanški odlok, ki uveljavlja oblast koncila nad papežem. Papež je najprej koncil razpustil, nato pa pod pritiski z mnogih strani dovolil njegovo delovanje. Ne le zaradi protipapeške usmeritve, ampak zlasti zaradi ekumenskega dialoga in zedinjenja s Carigradom je Evgen IV. prenesel koncil v Ferraro, nato pa v Florenco. Namesto švicarskega mesta, ki je bilo pod vplivom nemških veljakov, se je papež v kakem italijanskem mestu čutil bolj neodvisnega; iz političnih razlogov pa je taka izbira ustrezala tudi pravoslavni delegaciji. 

Večina kardinalov in škofov je sprejela papeževo odločitev. Nekaj koncilskih očetov pa se ni pokorilo, ampak so ostali v Bazlu in zasedali naprej v vse ostrejšem konciliarističnem duhu: prilastili so si ne le svetovalno, ampak tudi zakonodajno in izvršno oblast – po zgledu na Konstanški koncil, ki pa je bil najbrž prisiljen tako ukrepati, da je dokončal štiridesetletni zahodni razkol.

### Zadnji koncilskiprotipapež
Tukajšnji zborovalci pa niso imeli več te potrebe in naloge, saj ni bilo sedaj dvoje ali troje papežev; ne samo, da niso prispevali k reformi Cerkve, ampak so ustvarili nov, »mali zahodni razkol«, v nasprotju s prejšnjim »velikim zahodnim razkolom«. Kot omenjeno, se je večina kardinalov in škofov pokorila zakonitemu papežu in odšla v Ferraro, manjšina pa je nadaljevala zasedanje in pozvala na odgovornost papeža Evgena, ki se seveda ni prikazal. 25. junija 1439, ko je bilo v Bazlu samo še 19 škofov – drugi pa so bili duhovniki, učenjaki in laiki - so odstavili »nepokornega« Evgena IV. Obsodba se je glasila:
Sveti vesoljni zbor se je zbral, da bi sodil Gabrijelu, ki se je doslej imenoval Evgen IV. Kriv je motenja miru in cerkvene edinosti. Je na pohujšanje ter heretik. Zato ga obsojamo na odvzem papeštva. Zato ga odstavljamo, zavržemo in odstranimo.
Zbrali so se torej, da bi volili papeža in izbor je padel na Amadeja: ki je bil laik, oče devetih otrok; ni bil duhovnik niti ni imel pojma o cerkvenih zadevah. Po dolgem nagovarjanju je sprejel: kakršni volivci, tak izvoljenec. Tolikšno obrezglavljeost razumemo lahko le tako, če predpostavimo, da je koncil brez papeža kot telo brez glave.
Amadej je bil tesno povezan z razkolniškim Bazelskim koncilom in je bil prvi med knezi, ki ga je priznal; zato in zaradi njegove pobožnosti, še bolj pa zaradi njegovega velikega bogastva, ga je volilni zbor tega koncila izvolil za papeža 5. novembra 1439; volil je en sam kardinal in sicer Aleman Arleški (Louis d'Allamand), enajst škofov, sedem opatov, pet teologov, devet kanonistov in tristo duhovnikov. Po dolgih pogajanjih je izvolitev sprejel. 5. februarja 1440 se je popolnoma odpovedal vodstvu svoje vojvodine; častihlepnost in nenavaden značaj sta vplivala na njegovo odločitev. V Thononu je sprejel nižje redove, v Bazel pa je prišel šele 24. junija. Tu je prejel višje redove in 26. junija 1440 imel novo mašo. Kardinal Aleman ga je posvetil za škofa ter kronal za papeža 24. julija 1440. Evgen IV. ga je takoj izobčil. Ta nenadni novi »mali razkol« - ko se še niso zacelile rane »velikega razkola«, je uničil kakršenkoli uspeh bazelskega zasedanja, ki se je imelo za nadaljevanje konstanškega. Feliksa je priznala samo njegova Savoja in Švica, kakor tudi nekaj nemških knezov; mnogo odličnih dostojanstvenikov, ki jim je ponudil kardinalsko imenovanje, je to čast odklonilo, ali pa se pridružilo papežu Evgenu. Najprej je poskušal z vojaško silo zasestri Rim, nato Avignon. Ker sta se mu poskusa ponesrečila, se je odslej zadrževal le v svoji vojvodini.
Svetorimsko-nemški cesar Friderik in knezi so sprva izrazili svojo neopredeljenost, 1447 pa so se v celoti postavili na Evgenovo stran. Proti koncu njegovega pontifikata sta bazelski koncil in njegov papež Feliks V. v glavnem zgubila ves vpliv, zlasti zaradi prepira med njima glede podeljevanja nadarbin in visokih dajatev, ki sta jih zahtevala od svojih podložnikov. Dežele so druga za drugo prestopale pod okrilje pobožnega in asketsko skromnega papeža Evgena IV..

### Sprava z rimskimpapežem
Že 1445 je začel protipapež Feliks iskati pot, da bi se rešil iz pasti, v katero se je tako nespametno dal ujeti morda misleč, da bo tako lahko koristil svoji državi; ko pa je spoznal, da je ostal osamljen in da so evropske dežele priznale zakonitega papeža Evgena, je s posredovanjem fancoskega kralja Karla VII. dosegel sporazum z novim papežem Nikolajem V. 5. aprila je Feliks preklical izobčenja, ki jih je izrekel zoper svoje nasprotnike, 7. aprila 1449 se je pa slovesno odpovedal papeški službi. 18. junija mu je papež Nikolaj priznal dosmrtno pokojnino, prvo mesto v kardinalskem zboru ter ga imenoval za apostolskega namestnika v deželah, ki so ga priznavale dotlej za protipapeža, kakor tudi za svojega nuncija. Bazelski koncil pa je tudi sam formalno izvolil za papeža Nikolaja V. in se končno razšel.

## Smrt in ocena
Njegov sin Ludvik se je v Piemontu zapletel z nepremišljenimi vojaškimi posegi v hudo zagato; oče Amadej VIII., ki ga je doslej spremljal z modrimi nasveti, je avgusta 1449 sam prišel nadzorovat sina; šele januarja 1450 se je vrnil v Ženevo. Umrl je 6. januarja 1451 v sluhu svetosti na Ripalskem gradu  ob Ženevskem jezeru; občina Thonon-les-Bains, Gornja Savoja, Sveto rimsko cesarstvo danes: Francija. Niso ga pokopali po njegovi želji v kraljevski grobnici v Altakombi , ampak kar na Ripalskem gradu.
Njegovo grobnico, ki je bila predmet ljudskega češčenja, so uničili bernski protestanti 1536, ostanke velikega državnika in cerkvenega dostojanstvenika pa so katoličani rešili; pozneje jih je Emanuele Filiberto prenesel skupaj z ostanki njegovega očeta Amedeja VII. v Torino; Carlo Alberto jih je vkjučil v veličasten spomenik, ki mu ga je postavil v kapeli Turinskega prta. Pri požaru z dne 11. aprila 1997 – za katerega nekateri sumijo, da je bil podtaknjen, ker se je tako bliskovito razširil, čeprav to uradno nikoli ni bilo potrjeno – je bila tudi ta umetnina hudo poškodovana in jo še obnavljajo. Skoraj neverjetno, da so Torinski prt ali Sveti sindon, ki se tudi nahaja v Guarina Guarinijevi kapeli  uspeli spraviti na varno.

### Ocena
- Isti konciliarizem, ki je v Konstanci prispeval, da je odstranil veliki zahodni razkol, je v Bazlu privedel do novega, zadnjega razkola v papeški zgodovini. To je bila njegova največja napaka.[20]
- Če se je po eni strani zaključil »veliki zahodni razkol«, se je po drugi strani odprl »mali zahodni razkol«, ki je trajal vse do odstopa Feliksa V. 1449; z njim se končuje vrsta zgodovinskih protipapežev, od katerih je bil on 39.[21]
- Bazelski koncil, razburjen zaradi ekumenskih uspehov papeža Evgena IV., se je vedno bolj zaostroval. Odstavil je papeža in izvolil protipapeža. Vojvoda Amadej Savojski je prvi priznal ta koncil, priporočalo ga je njegovo bogastvoo in nenarejena pobožnost, kakor tudi njegove sorodstvene zveze z različnimi knežjimi hišami. Mnogo zvez ni našel, bogastvo je rabil zase, bazelska sinoda pa je s to predrzno zaroto ustvarila nov razkol – ko so posledice prejšnjega še vsem bile živo v spominu. Kljub temu pa lahko rečemo le s pridržkom, da sta Evgen IV. in papeštvo izšla z boja s koncilom kot zmagovalca. Po pravici lahko kot tako imenujemo državo: njej je namreč pripadla korist od ogorčenega boja dveh cerkvenih oblasti, kar je pozneje omogočilo vmešavanje države v cerkvene zadeve in nastop protestantizma.[22]